# Taḫurwaili
Taḫurwaili war ein hethitischer Großkönig des 15. Jahrhunderts v. Chr., dessen genaue Einordnung in die Herrscherchronologie jedoch unsicher ist.
Taḫurwaili ist möglicherweise mit einem Goldlanzenträger gleichen Namens identisch, der einen Großteil der Familie Ammunas (insbesondere seinen Sohn Titti und dessen Söhne) umbrachte, um Ḫuzziya I. auf den Thron zu verhelfen. In diesem Fall wäre sein Vater Zuru, der Oberste der Leibwache.
Taḫurwaili wurde wahrscheinlich nach Telipinu König, wobei er entweder dem von Telipinu zu seinem Nachfolger ernannten Schwiegersohn Alluwamna mit einer Thronusurpation zuvorgekommen wäre oder diesen (zunächst) vertrieben hätte. Andererseits besteht die Möglichkeit, dass Taḫurwaili von Alluwamna gestürzt wurde. Andere Deutungen reihen Taḫurwaili ohne direkten Bezug nach Alluwamna oder sogar sehr viel später in die Königsfolge ein. Gemäß Forlanini verbannte Taḫurwaili den Alluwamna und dessen Frau Ḫarapšili nach Mallidaškuriya.
Taḫurwailis Herrschaft wurde nur durch ein Tontafelfragment und einen Siegelabdruck bekannt, denn sein Name findet sich nicht in den Opferlisten nachfolgender Herrscher. Möglicherweise wurde er als Usurpator aus ihnen getilgt. Einzige überlieferte Regierungstat seiner Herrschaft ist ein Vertrag mit Eḫeya, dem Herrscher von Kizzuwatna, als gleichwertigem Partner. Da aber dessen Regierungszeit ebenfalls nicht genauer bekannt ist, hilft diese Quelle nicht bei der Einordnung Taḫurwailis in die Königschronologie.